# John Seward
John Seward, ou Jack Seward dans la plupart des adaptations au cinéma du roman Dracula, est un des personnages centraux de ce dernier, écrit par Bram Stoker.
Une grande partie du roman est basée sur les extraits de son journal. Ancien élève du professeur Van Helsing devenu directeur de la clinique psychiatrique où meurt Renfield, il participe ensuite à la lutte acharnée qui conduit à la destruction du comte Dracula.

## Interprétations au cinéma
Cette liste n'est pas exhaustive.
- Herbert Bunston dans Dracula (1931) de Tod Browning
- John Van Eyssen dans Le Cauchemar de Dracula (1959) de Terence Fisher
- Paul Muller dans Les Nuits de Dracula (1970) de Jesús Franco
- Donald Pleasence dans Dracula (1979) de John Badham
- Richard E. Grant dans Dracula (1992) de Francis Ford Coppola
- Harvey Korman dans Dracula, mort et heureux de l'être (1993) de Mel Brooks